# Communauté de communes des Terres du Lauragais
La communauté de communes des Terres du Lauragais est une communauté de communes française située dans le département de la Haute-Garonne, en région Occitanie.

## Historique
Dans le cadre des dispositions de la loi portant nouvelle organisation territoriale de la République du 7 août 2015, qui prévoit que les établissements publics de coopération intercommunale (EPCI) à fiscalité propre doivent avoir un minimum de 15 000 habitants, le projet de schéma départemental de coopération intercommunale (SDCI) de la haute-Garonne d'octobre 2015 prévoit la fusion de la communauté de communes Cap-Lauragais, de la  communauté de communes Cœur Lauragais et de  la communauté de communes des Coteaux du Lauragais Sud, qui aboutirait au regroupement de 58 communes soit 36 881 habitants, ces trois intercommunalités appartenant au même pôle d'équilibre territorial et rural, le Pays Lauragais matérialisant l'identité forte du Lauragais, partageant le même bassin de vie pour le Cap Lauragais et Colaursud, celui de  Villefranche de Lauragais.. Par ailleurs, ces deux intercommunalités exerçant des compétences similaires (tourisme, politique de l’habitat, domaine social, équipements culturels et sportifs...) alors que Cap Lauragais en détenant un nombre plus limité.
Cette fusion est décidée par un  arrêté préfectoral du 12 décembre 2016 qui a pris effet le 1er janvier 2017,, malgré l'opposition de nombreuses collectivités concernées,.

## Territoire communautaire

### Géographie
Communauté de communes située au sud-est de Toulouse dans le Lauragais.

### Composition
En 2023, la communauté de communes est composée des 58 communes suivantes :

| Nom                               | Code Insee | Gentilé          | Superficie (km2) | Population (dernière pop. légale) | Densité (hab./km2) |
| --------------------------------- | ---------- | ---------------- | ---------------- | --------------------------------- | ------------------ |
| Villefranche-de-Lauragais (siège) | 31582      | Lauragais        | 10,35            | 5 054 (2022)                      | 488                |
| Aignes                            | 31002      | Aignois          | 21,81            | 240 (2022)                        | 11                 |
| Albiac                            | 31006      | Albiacois        | 4,71             | 229 (2022)                        | 49                 |
| Auriac-sur-Vendinelle             | 31026      | Auriacais        | 30,71            | 1 080 (2022)                      | 35                 |
| Aurin                             | 31029      | Aurinois         | 7,49             | 340 (2022)                        | 45                 |
| Avignonet-Lauragais               | 31037      | Avignonetains    | 40,66            | 1 600 (2022)                      | 39                 |
| Beauteville                       | 31054      | Beautevillois    | 4,49             | 199 (2022)                        | 44                 |
| Beauville                         | 31055      | Beauvillois      | 6,06             | 170 (2022)                        | 28                 |
| Bourg-Saint-Bernard               | 31082      | Bourguignons     | 16,6             | 1 109 (2022)                      | 67                 |
| Le Cabanial                       | 31097      | Cabanialais      | 8,47             | 468 (2022)                        | 55                 |
| Caignac                           | 31099      | Caignacais       | 9,36             | 414 (2022)                        | 44                 |
| Calmont                           | 31100      | Calmontais       | 40,27            | 2 442 (2022)                      | 61                 |
| Cambiac                           | 31102      | Cambiacois       | 7,74             | 228 (2022)                        | 29                 |
| Caragoudes                        | 31105      | Caragoudais      | 8,31             | 239 (2022)                        | 29                 |
| Caraman                           | 31106      | Caramanais       | 30,19            | 2 487 (2022)                      | 82                 |
| Cessales                          | 31137      | Cessalois        | 3,34             | 161 (2022)                        | 48                 |
| Le Faget                          | 31179      | Fagetois         | 11,31            | 301 (2022)                        | 27                 |
| Folcarde                          | 31185      | Folcardois       | 2,33             | 117 (2022)                        | 50                 |
| Francarville                      | 31194      | Francarvillois   | 7                | 185 (2022)                        | 26                 |
| Gardouch                          | 31210      | Gardouchois      | 16,31            | 1 360 (2022)                      | 83                 |
| Gibel                             | 31220      | Gibelains        | 19,4             | 388 (2022)                        | 20                 |
| Lagarde                           | 31262      | Lagardais        | 11,69            | 438 (2022)                        | 37                 |
| Lanta                             | 31271      | Lantanais        | 30,12            | 2 269 (2022)                      | 75                 |
| Loubens-Lauragais                 | 31304      | Loubensois       | 6,47             | 454 (2022)                        | 70                 |
| Lux                               | 31310      | Luxois           | 7,59             | 341 (2022)                        | 45                 |
| Mascarville                       | 31325      | Mascarvillois    | 5,27             | 181 (2022)                        | 34                 |
| Mauremont                         | 31328      | Mauremontais     | 5,63             | 333 (2022)                        | 59                 |
| Maureville                        | 31331      | Maurevillois     | 9,9              | 295 (2022)                        | 30                 |
| Mauvaisin                         | 31332      | Mauvaisinois     | 11,05            | 221 (2022)                        | 20                 |
| Monestrol                         | 31354      | Monestrolois     | 5,23             | 53 (2022)                         | 10                 |
| Montclar-Lauragais                | 31368      | Clarimontais     | 3,62             | 245 (2022)                        | 68                 |
| Montesquieu-Lauragais             | 31374      | Montesquiriens   | 24,75            | 1 035 (2022)                      | 42                 |
| Montgaillard-Lauragais            | 31377      | Montgaillardais  | 11,12            | 689 (2022)                        | 62                 |
| Montgeard                         | 31380      | Montgeardins     | 9,32             | 555 (2022)                        | 60                 |
| Mourvilles-Basses                 | 31392      | Mourvillais      | 4,58             | 80 (2022)                         | 17                 |
| Nailloux                          | 31396      | Naillousains     | 18,55            | 4 146 (2022)                      | 224                |
| Préserville                       | 31439      | Préservillais    | 12,19            | 765 (2022)                        | 63                 |
| Prunet                            | 31441      | Prunetains       | 4,66             | 149 (2022)                        | 32                 |
| Renneville                        | 31450      | Rennevillois     | 8,42             | 539 (2022)                        | 64                 |
| Rieumajou                         | 31453      | Rivomajorains    | 3,77             | 137 (2022)                        | 36                 |
| Saint-Germier                     | 31485      | Saint-Germiérois | 3,74             | 120 (2022)                        | 32                 |
| Saint-Léon                        | 31495      | Saint-Léonains   | 24,21            | 1 284 (2022)                      | 53                 |
| Saint-Pierre-de-Lages             | 31512      | Saint-Pierrins   | 7,2              | 887 (2022)                        | 123                |
| Saint-Rome                        | 31514      | Saint-Romains    | 3,63             | 58 (2022)                         | 16                 |
| Saint-Vincent                     | 31519      | Antéjaciens      | 3,07             | 213 (2022)                        | 69                 |
| Sainte-Foy-d'Aigrefeuille         | 31480      | Saint-Foyens     | 9,68             | 2 512 (2022)                      | 260                |
| La Salvetat-Lauragais             | 31527      | Salvetatiens     | 3,66             | 149 (2022)                        | 41                 |
| Saussens                          | 31534      | Saussinois       | 3,02             | 215 (2022)                        | 71                 |
| Ségreville                        | 31540      | Ségrevillois     | 4,97             | 336 (2022)                        | 68                 |
| Seyre                             | 31546      | Seyrois          | 3,89             | 127 (2022)                        | 33                 |
| Tarabel                           | 31551      | Tarabelais       | 7,42             | 596 (2022)                        | 80                 |
| Toutens                           | 31558      | Toutensois       | 4,86             | 430 (2022)                        | 88                 |
| Trébons-sur-la-Grasse             | 31560      | Trébonains       | 10,87            | 493 (2022)                        | 45                 |
| Vallègue                          | 31566      | Valléguois       | 4,18             | 505 (2022)                        | 121                |
| Vallesvilles                      | 31567      | Vallesvillois    | 8,16             | 439 (2022)                        | 54                 |
| Vendine                           | 31571      | Vendinois        | 2,87             | 276 (2022)                        | 96                 |
| Vieillevigne                      | 31576      | Vieillevignois   | 3,14             | 349 (2022)                        | 111                |
| Villenouvelle                     | 31589      | Villenouvellois  | 7,95             | 1 470 (2022)                      | 185                |

### Démographie
| 1968   | 1975   | 1982   | 1990   | 1999   | 2006   | 2011   | 2016   | 2022   |
| ------ | ------ | ------ | ------ | ------ | ------ | ------ | ------ | ------ |
| 19 327 | 19 144 | 20 509 | 23 164 | 26 397 | 31 878 | 36 252 | 39 095 | 42 195 |

## Administration

### Siège
Le siège de la communauté de communes est situé à Villefranche-de-Lauragais, 73 Avenue de la Fontasse.

### Les élus
Le conseil communautaire de la communauté de communes se compose de 83 conseillers, représentant chacune des communes membres et élus pour une durée de six ans.
Ils sont répartis comme suit :
| Nombre de conseillers | Communes                                                 |
| --------------------- | -------------------------------------------------------- |
| 7                     | Villefranche-de-Lauragais                                |
| 6                     | Nailloux                                                 |
| 4                     | Calmont, Caraman                                         |
| 3                     | Lanta, Sainte-Foy-d'Aigrefeuille                         |
| 2                     | Avignonet-Lauragais, Gardouch, Saint-Léon, Villenouvelle |
| 1 (+1 suppléant)      | les 48 autres communes                                   |

Au terme des élections municipales de 2020 dans la Haute-Garonne, le conseil communautaire renouvelé a réélu le 15 juillet 2020 son président Christian Porter, Maire de Calmont, et désigné ses 12 vice-présidents . En 2023, les vice-présidents ne sont plus que dix :
|    | Nom | Nom                       | Parti | Mandats | Qualité |
| -- | --- | ------------------------- | ----- | --- | --- |
| 01 |     | Sophie Adroit             | GRS   | Maire de Cambiac Conseillère régionale                                                                     | Chargée de l'Aménagement du territoire (urbanisme, SCOT, Planification, PLUi)                                                           |
| 02 |     | Gilbert Hébrard           | PS    | Maire de Vendine, Conseiller départemental du Canton de Revel, Président de l'IEMN, Vice-Président du SMEA | Chargé de la Solidarité territoriale (Conférence des Maires – pacte de gouvernance, conseil de développement, règlement intérieur)      |
| 03 |     | Blandine Canal            | DVG   | Conseillère municipale de Mauvaisin                                                                        | Chargée de l'Economie – finances, budget, achat public                                                                                  |
| 04 |     | Olivier Guerra            | PS    | Maire de Gardouch                                                                                          | Chargé du Développement et attractivité économique (commerce artisanat, zone d’activité, agriculture)                                   |
| 05 |     | Lison Gleyses             | PS    | Maire de Nailloux                                                                                          | Chargée du Tourisme et culture (Office du tourisme, patrimoine, sentiers de randonnée, canal du midi)                                   |
| 06 |     | Jean-Jacques Ramade       | DVC   | Adjoint au maire de Villefranche-de-Lauragais                                                              | Chargé de l'environnement (Déchets, eau, assainissement et GEMAPI)                                                                      |
| 07 |     | Valérie Grafeuille Roudet | DVG   | Maire de Villefranche-de-Lauragais                                                                         | Chargée de l'Action sociale (CIAS, service à la personne, insertion, Maison France Service) et de la Petite Enfance (Crèche, RAM, LAEP) |
| 08 |     | Nicolas Fédou             | PS    | Maire de Villenouvelle                                                                                     | Chargé des Bâtiments et Espace vert (prestation aux communes, grands travaux) et de la Voirie (pool routier, PATA, DO)                  |
| 09 |     | Florence Siorat           | PS    | Adjointe au maire de Saint-Pierre-de-Lages Conseillère départementale du canton de Revel                   | Chargée de la Transition Énergétique (PCAET, transition énergétique, mobilité et transport)                                             |
| 10 |     | Jean-Clément Cassan       | UDI   | Maire de Caraman                                                                                           | Chargé de l'Enfance-Jeunesse (ALAE, ALSH, vie associative, MAJ, ALAC)                                                                   |

Le bureau exécutif de l'intercommunalité est constitué pour la fin du mandat 2020-2026 du président, des 10 vice-présidents et de 14 autres membres.

### Liste des présidents
| Période      | Période                      | Identité         | Étiquette | Qualité |
| ------------ | ---------------------------- | ---------------- | --------- | --- |
| janvier 2017 | En cours (au 6 février 2023) | Christian Portet | PS        | Maire de Calmont (1993 → ) Président de l'ex-CC des Coteaux du Lauragais Sud (2008→ 2016) Réélu pour le mandat 2020-2026, |

### Compétences
L'intercommunalité exerce les compétences qui lui ont été transférées par les communes membres, dans les condtions défoinies par le code général des collectivités territoriales. Aux termes de ses statuts approuvés en 2020, il s'agit de : 
- Aménagement de l’espace : conduite d’actions d’intérêt communautaire, zone d'aménagement concerté (ZAC), schéma de cohérence territoriale (SCoT) et schéma de secteur ;
- Développement économique : actions de développement économique, zones d’activité, politique locale du commerce et soutien aux activités commerciales d’intérêt communautaire ; promotion du tourisme (élaboration d’un schéma de développement touristique, aménagement et l’entretien du moulin à 6 ailes, développement touristique du lac de la Thésauque, sentiers de randonnée (élaboration d’un schéma de développement des itinéraires non motorisés, création de nouveaux itinéraires pédestres en partenariat avec le Comité Départemental de la Randonnée Pédestre de la Haute Garonne visant à la labellisation PR de 5 boucles sur le secteur Nord), création d’office du tourisme ;
- Gestion des milieux aquatiques et prévention des inondations (GEMAPI)
- Aires d'accueil des gens du voyage et des terrains familiaux locatifs ;
- Collecte et traitement des déchets ménages et déchets assimilés : valorisation multi filières des déchets ménagers et assimilés ; entretien général et suivi post exploitation de l’ancienne décharge de Drémil-Lafage pour les communes de Aurin, Bourg Saint Bernard, Lanta, Préserville, Sainte Foy d’Aigrefeuille, Saint-Pierre de Lages, Tarabel et Vallesvilles ;
- Eau potable et assainissement des eaux usées ;
- Plan climat-air-énergie territorial (PCAET) ;
- Protection et mise en valeur de l'environnement, le cas échéant dans le cadre des schémas départementaux et soutien aux actions de maîtrise de la demande d'énergie ;
- Politique du logement et du cadre de vie ;
- Voirie ;
- Équipements culturels et sportifs d’intérêt communautaire et équipements de l’enseignement pré élémentaire et élémentaire d’intérêt communautaire ;
- Action sociale d’intérêt communautaire
- Maison de service au public (aujourd’hui Maison France service) ;
- Petite enfance : établissements d’accueils collectifs de jeunes enfants (EAJE) d'initiative publique quels que soient les modes de gestion,   relais d'assistants maternels (RAM), lieux d'accueil enfant-parent (LAEP) d'initiative publique, pilotage et coordination de la politique publique territorialisée de l'accueil du jeune enfant et d'appui à la parentalité, des postes de coordination et des dispositifs contractuels institutionnels qui en découlent ;
- Enfance : accueils de loisirs, activités accessoires à ces accueils, séjours courts, séjours de vacances, destinés aux enfants de 3 à 12 ans sur les temps du mercredi après-midi après l'école et des vacances scolaires, quels que soient les modes de gestion, accueils de loisirs périscolaires d'origine communautaire destinés aux enfants de 3 à 12 ans fonctionnant les lundi, mardi, jeudi, vendredi avant et après chaque demi-journée d'enseignement, et le mercredi matin avant la classe,  coordination des politiques publiques contractuelles avec les institutions partenaires, pour les enfants de 3 à 12 ans,  soutien technique en ingénierie éducative sur le volet Enfance auprès des communes ;
- Jeunesse : accueils éducatifs organisés dans les collèges du territoire, quels que soient les modes de gestion, ainsi que des accueils, dispositifs et actions jeunesse relevant de ces accueils éducatifs collèges pouvant se dérouler en dehors des établissements, pilotage et de coordination de la politique publique territorialisée en matière de jeunesse et des dispositifs contractuels qui en découlent, soutien technique en ingénierie éducative sur le volet Jeunesses auprès des communes ;
- Insertion : mise en œuvre d’une politique d’insertion des populations en difficulté par le biais de chantiers d’insertion (activités de la Structure d’Insertion par l’Activité Économique (SIAE): chantier d’insertion environnement [réhabilitation du petit patrimoine bâti et travaux paysagers, chantier d’insertion] ou d'animation [animation d’accueil de loisirs associé à l’école (ALAE) et accueil de loisirs sans hébergement(ALSH)  sur les écoles maternelles et élémentaires de trois communes (Calmont, Nailloux et Saint Léon) dans le domaine de l’accueil périscolaire (ALAE) accueil de loisirs associé à l’école] ;  les salariés en contrats aidés de l’ACI animation pourront exercer leur activité dans le domaine extra-scolaire (ALSH : accueil de loisirs sans hébergement les mercredis et les vacances) à destination des enfants du territoire.
- Culture :  soutien des manifestations et actions culturelles de dimension intercommunale qui s’inscrivent dans une démarche partenariale (coopération entre plusieurs acteurs ou porteurs de projet du territoire communautaire…) et transversale (itinérance, pluridisciplinarité…) et qui concernent les champs d’actions suivants : livre et lecture, musique et danse, théâtre, arts de la rue et cirque, image et cinéma, patrimoine (inéligibilité des fêtes locales, manifestations sportives…), développement de la lecture publique à destination de tous les publics, par la mise en réseau et la mutualisation des équipements de lecture publique (bibliothèques et médiathèques) du territoire communautaire à l'exclusion de la création, de la gestion et de l'entretien de ces équipements.
- Réseau de communication électronique ;
- Prestation de services avec des tiers non membres, les autres collectivités territoriales (département, région), établissements public de coopération intercommunale ;
- Instruction des autorisations du droit de sols, dans le cadre d’un service commun, pour les communes membres ayant contractualisé avec la Communauté de communes.

### Régime fiscal et budget
La communauté de communes est un établissement public de coopération intercommunale à fiscalité propre.
Afin de financer l'exercice de ses compétences, l'intercommunalité perçoit la fiscalité professionnelle unique (FPU) – qui a succédé à la taxe professionnelle unique (TPU) – et assure une péréquation de ressources entre les communes résidentielles et celles dotées de zones d'activité.
Elle bénéficie d'une bonification de la dotation globale de fonctionnement (DGF)
La communauté de communes ne reverse pas de dotation de solidarité communautaire (DSC) à ses communes membres.

## Projets et réalisations
Conformément aux dispositions légales, une communauté de communes a pour objet d'associer des « communes au sein d'un espace de solidarité, en vue de l'élaboration d'un projet commun de développement et d'aménagement de l'espace ».